# Estación Iyokomatsu
La estación Iyokomatsu (伊予小松駅 Iyokomatsu-eki?) es una estación de la línea Yosan de la Japan Railways que se encuentra en la ciudad de Saijo de la prefectura de Ehime. El código de estación es el "Y34".

## Características
En su momento una parte de los servicios rápidos se detenía en la estación. En la actualidad una parte de los servicios rápidos se detiene, pero es sólo para ceder el paso a otro servicio rápido que corre en sentido contrario.
Alrededor de 1981 se terciarizó la venta de pasajes de corta distancia. Tras la privatización parcial de los Ferrocarriles del Estado, pasó a ser una estación sin personal. Durante un tiempo contó con un local de la panadería Willie Winkie.

## Estación de pasajeros
Cuenta con dos plataformas, entre las cuales se encuentran las vías. Cada plataforma cuenta con un andén (andenes 1 y 2). El andén 2 es el principal y, sólo para permitir el sobrepaso a los servicios rápidos se utiliza el andén 1.

### Andenes
| 1 | ● Línea Yosan | Hacia Saijō, Niihama, Iyomishima, Kawanoe y Kanonji (sólo para permitir el sobrepaso a los servicios rápidos) |
| 1 | ● Línea Yosan | Hacia Nyugawa, Imabari, Hōjō y Matsuyama (sólo para permitir el sobrepaso a los servicios rápidos)            |
| 2 | ● Línea Yosan | Hacia Saijō, Niihama, Iyomishima, Kawanoe y Kanonji (los servicios rápidos no se detienen)                    |
| 2 | ● Línea Yosan | Hacia Nyugawa, Imabari, Hōjō y Matsuyama (los servicios rápidos no se detienen)                               |

## Alrededores de la estación
- Dependencia Komatsu del Ayuntamiento de la ciudad de Saijo (ex Ayuntamiento del Pueblo de Komatsu)
- Oficina de Correo de Komatsu

## Historia
- 1923: el 1° de mayo se inaugura la estación Iyokomatsu.
- 1987: el 1° de abril pasa a ser una estación de la división Ferrocarriles de Pasajeros de Shikoku de la Japan Railways.

## Estación anterior y posterior
- Línea Yosan 
  - Estación Iyohimi (Y33)  <<  Estación Iyokomatsu (Y34)  >>  Estación Tamanoe (Y35)